# Lucifer (série télévisée)
Pour les articles homonymes, voir Lucifer (homonymie).
Lucifer est une série télévisée américaine créée par Tom Kapinos, adaptée du personnage de bandes dessinées créé par Neil Gaiman, Sam Kieth et Mike Dringenberg, publiées chez Vertigo DC Comics (ou adaptée du comics de Mike Carey, lui-même dérivé du Sandman de Neil Gaiman). Lucifer Morningstar, le personnage principal, est interprété par Tom Ellis. Lucifer y est présenté comme un ange déchu qui, lassé de devoir garder l'Enfer, vient vivre parmi les humains sur Terre, à Los Angeles.
La série a été diffusée simultanément du 25 janvier 2016 au 28 mai 2018, pour les 57 premiers épisodes, sur le réseau Fox aux États-Unis et sur le réseau CTV au Canada. La diffusion se poursuit depuis le 8 mai 2019 sur Netflix.
En France, la série est diffusée en version originale sous-titrée français depuis le 26 janvier 2016 sur le service de vidéo à la demande MyTF1 VOD puis en version française depuis le 2 janvier 2017 sur la chaîne câblée 13e rue et depuis le 10 septembre 2017 en clair sur CStar. Au Québec, depuis le 4 janvier 2017 sur Max. En Belgique, elle est diffusée depuis le 10 janvier 2017 sur La Une.
La série a initialement reçu de bonnes critiques de la part des médias au cours de sa première saison, et les saisons suivantes ont suscité des critiques encore plus favorables. De nombreuses critiques ont particulièrement loué la performance de l'acteur principal Tom Ellis. Cependant, lors de la diffusion sur Fox, les audiences restent faibles tout au long des trois saisons, bien qu'il y ait un nombre de téléspectateurs élevé[pas clair]. Ce qui conduit le 11 mai 2018, à l'annulation de Lucifer après trois saisons. Quand elle est annulée en 2018 par FOX, Tom Ellis annonce la nouvelle sur Twitter ; les lucifans (surnom donné aux fans de la série) lancent alors une campagne pour redémarrer la série avec les hashtags #savelucifer et #pickuplucifer (« sauvez Lucifer »), que Tom Ellis relaie via des interviews. La série est sauvée peu de temps après par Netflix, et officialise une quatrième saison de dix épisodes qui rencontre un énorme succès,, mis en ligne dès le 8 mai 2019.

## Synopsis

### Accroche
« Au commencement… l'ange Lucifer fut banni du Paradis et condamné à régner sur les Enfers pour l'éternité… jusqu'à ce qu'il décide de prendre des vacances… ».
Lassé d'être le « Seigneur des Enfers », Lucifer Morningstar abandonne son royaume et s'en va à Los Angeles où il est propriétaire d'une boîte de nuit appelée « Le Lux ». Lucifer a reçu le don de contraindre les gens à révéler leurs désirs les plus profonds. Un soir, Lucifer assiste au meurtre d'une chanteuse pop devant son club. Il décide donc d'aller à la recherche du coupable et croise sur son chemin une policière nommée Chloé Decker qui résiste à son don et lui met des bâtons dans les roues.
Pendant que Lucifer Morningstar et Chloé Decker font équipe pour trouver le meurtrier, Dieu envoie l'ange Amenadiel sur Terre pour convaincre Lucifer de revenir régner à nouveau sur l'Enfer. Cependant, Amenadiel échoue.

## Distribution

### Acteurs principaux
- Tom Ellis (VF : Damien Ferrette) : Lucifer Morningstar (Samaël) / Michel Demiurgos, le frère jumeau de Lucifer (saison 5, invité saison 6)
- Lauren German (VF : Stéphanie Lafforgue) : la lieutenante Chloé Decker
- Kevin Alejandro (VF : Pierre Tessier) : le lieutenant Daniel « Dan » Espinoza (appelé « lieutenant Ducon » par Lucifer), l'ex-mari de Chloé
- D. B. Woodside (VF : Jean-Louis Faure) : Amenadiel, le grand frère de Lucifer et ange favori de Dieu
- Lesley-Ann Brandt (VF : Barbara Beretta) : Mazikeen « Maze » Smith, démon et meilleure amie de Lucifer
- Scarlett Estevez (VF : Lana Ropion (saison 1 à 3) puis Maryne Bertieaux (saisons 4 à 6)) : Béatrice « Trixie » Espinoza, la fille de Chloé et Dan
- Rachael Harris (VF : Nathalie Homs) : Dr Linda Martin, la psychiatre de Lucifer
- Kevin Rankin (VF : Thierry Ragueneau) : le lieutenant Malcolm Graham (saison 1)
- Aimee Garcia (VF : Dorothée Pousséo) : Ella Lopez, l'experte scientifique (à partir de la saison 2)
- Tricia Helfer (VF : Laura Préjean) : la déesse de la création, la mère de Lucifer et Amenadiel (saison 2, invitée saison 5) / Charlotte Richards (saisons 2 et 3, invitée saison 6)
- Tom Welling (VF : Tony Marot) : le capitaine Marcus Pierce / Caïn (saison 3)
- Inbar Lavi (VF : Claire Baradat) : Ève (saisons 4 et 6, invitée saison 5)
- Graham McTavish (VF : Féodor Atkine) : le père Kinley / Dromos (saison 4)
- Dennis Haysbert (VF : Thierry Desroses) : Dieu, le père de Lucifer (saison 5)
- Scott Porter (VF : Alexandre Gillet) : le lieutenant Caroll Corbett (saison 6, invité saison 5)
- Brianna Hildebrand (VF : Camille Timmerman) : Aurore « Rory » Decker (saison 6)
- Jeremiah Birkett : Lee Garner / Monsieur Dehors pétasse (1 épisode par saisons, récurrence à travers les saisons)

Photos des acteurs principaux et récurrents
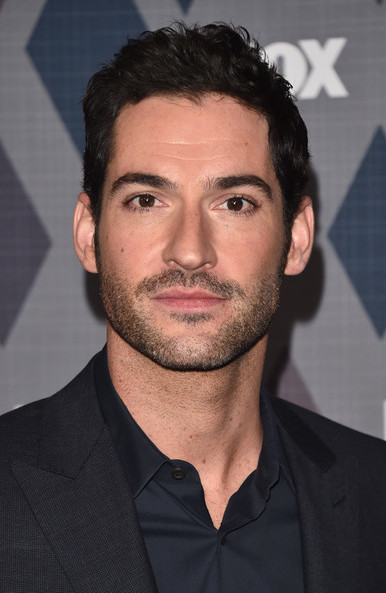
Tom Ellis interprète Lucifer Morningstar et Michael Demiurgos
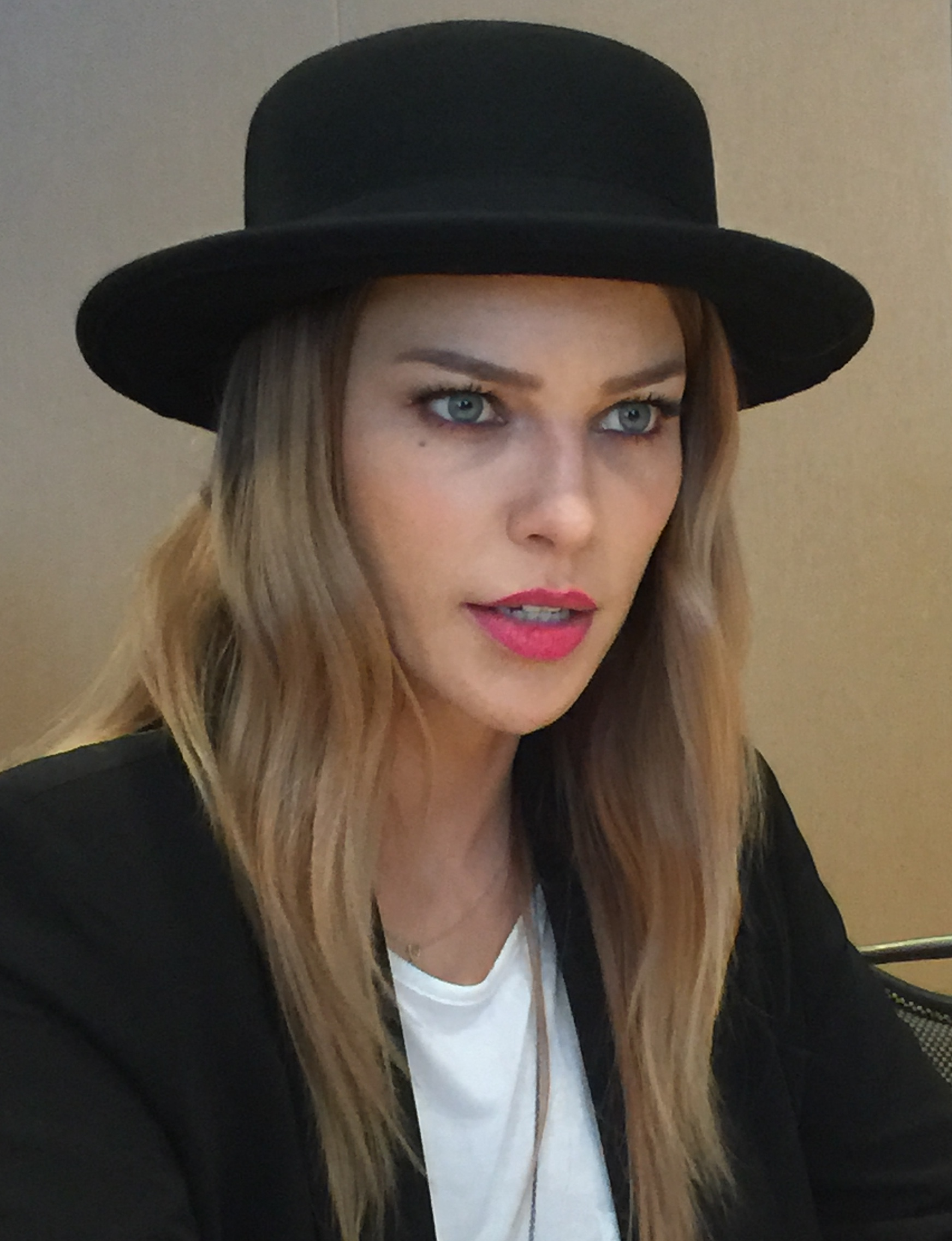
Lauren German interprète Chloé Decker.
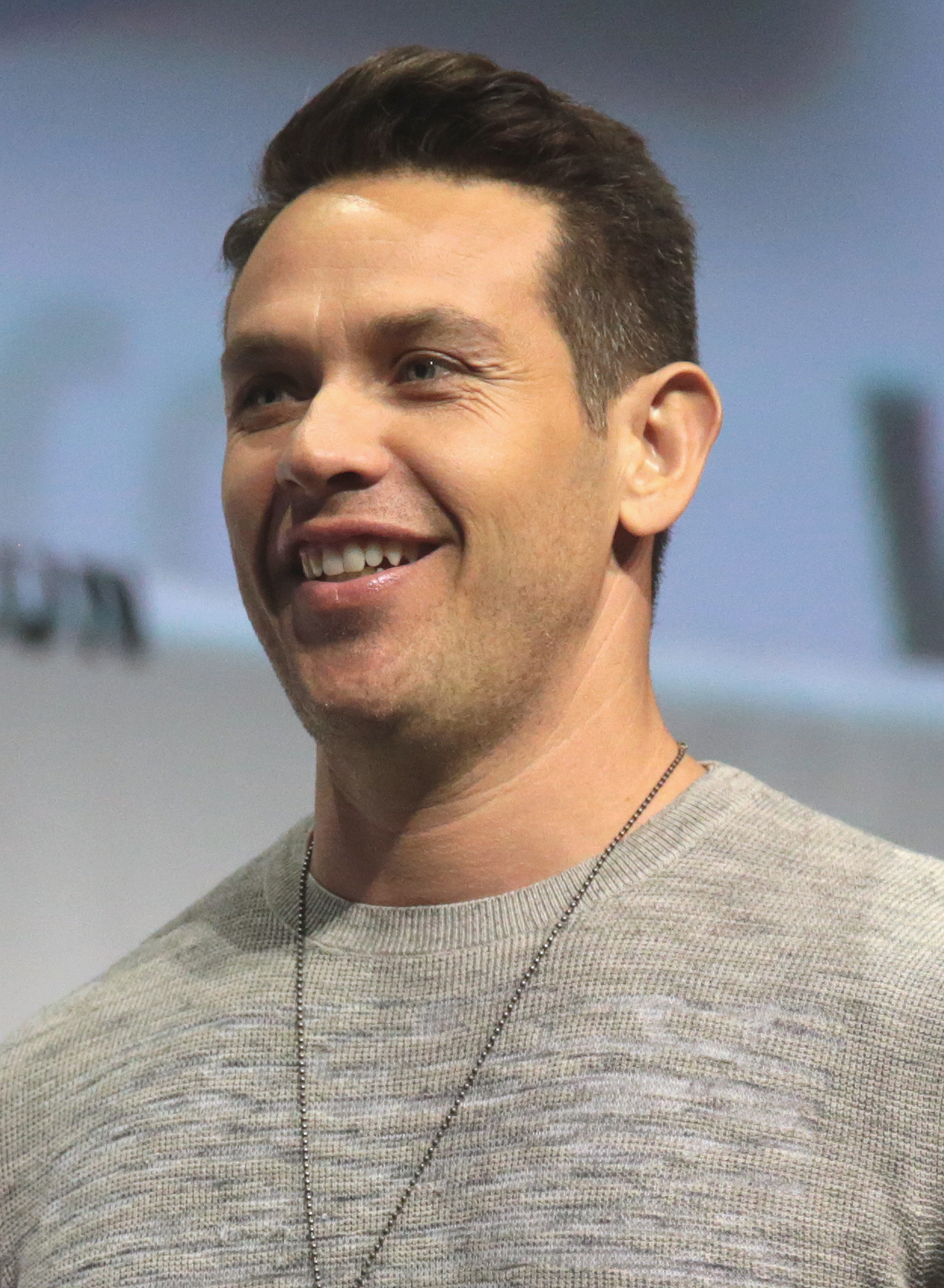
Kevin Alejandro interprète le lieutenant Daniel « Dan » Espinoza.
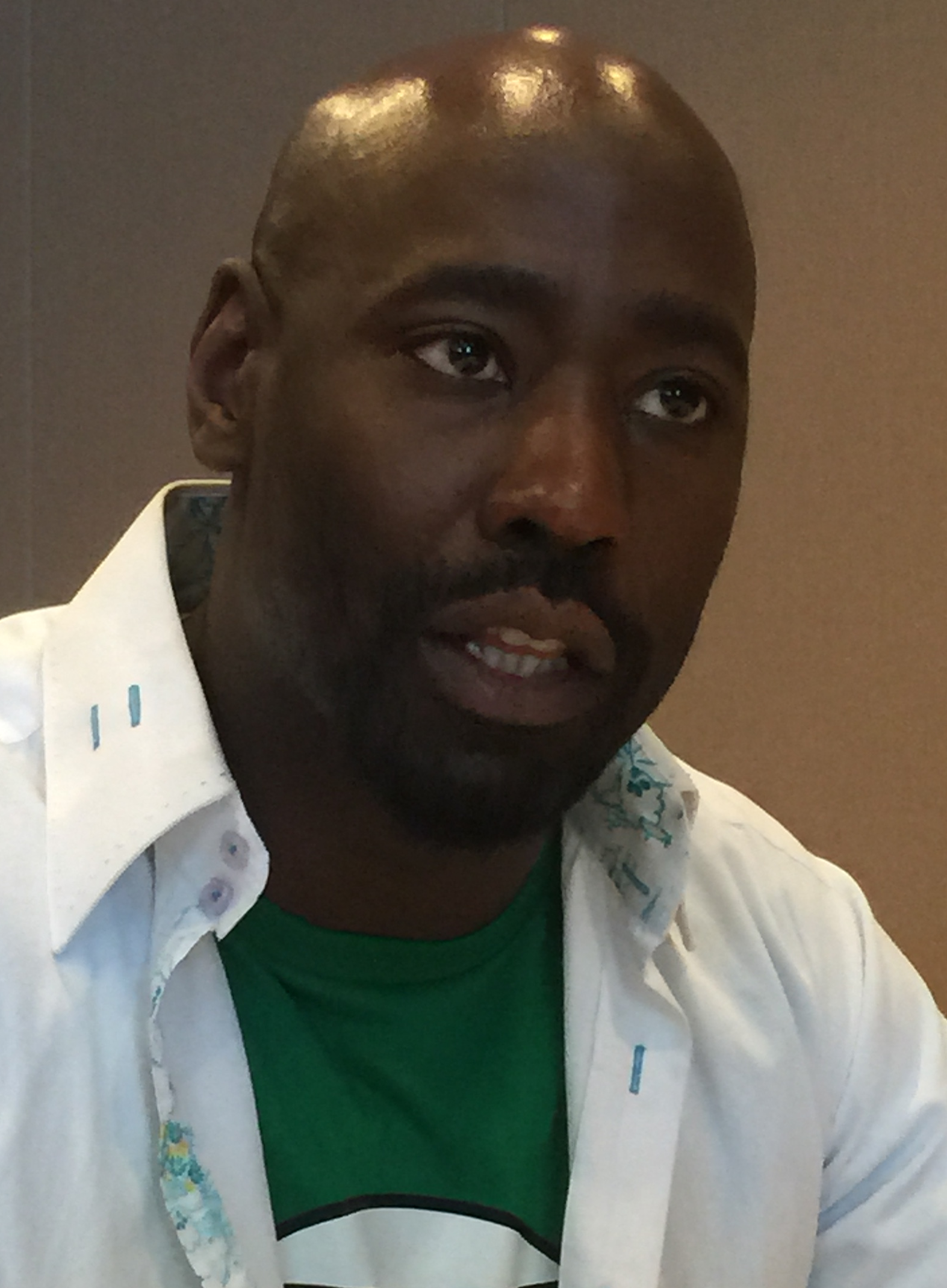
D. B. Woodside interprète Amenadiel.
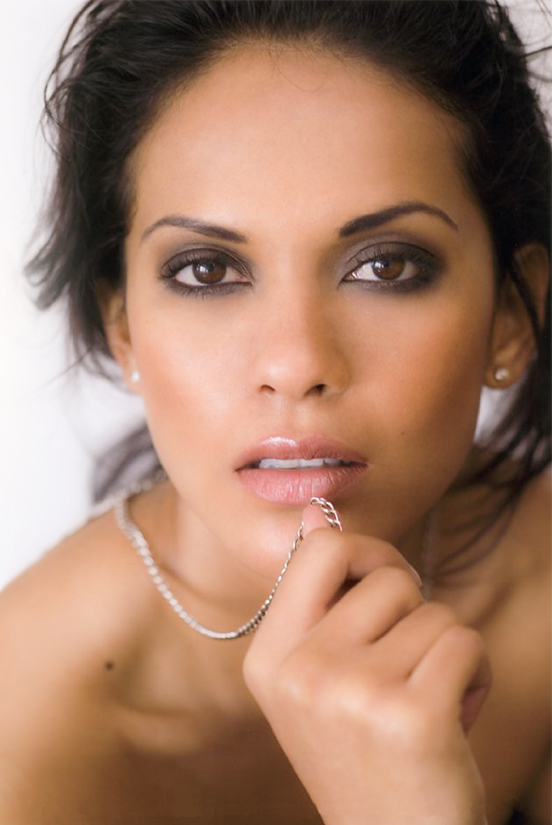
Lesley-Ann Brandt interprète Mazikeen.
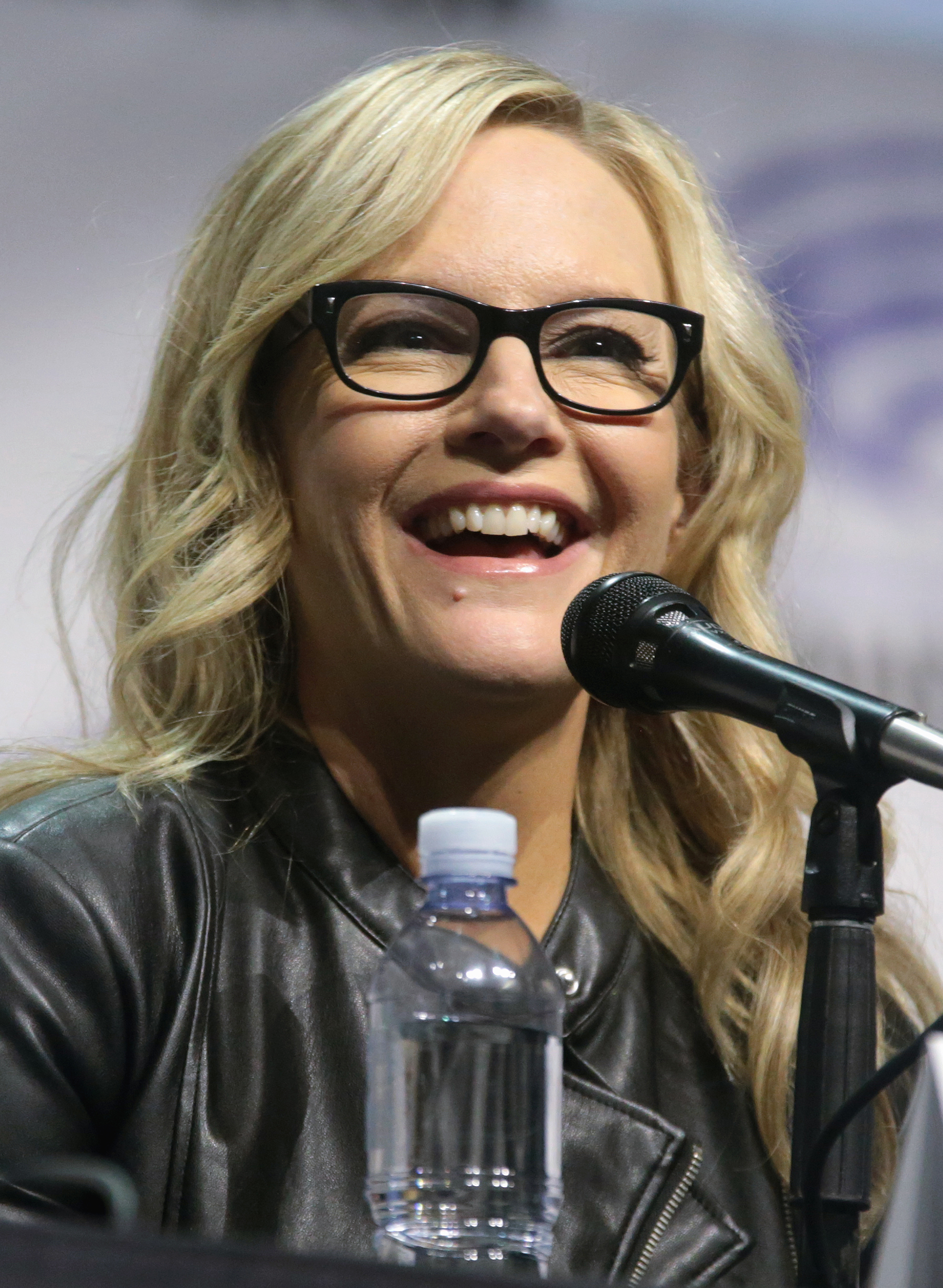
Rachael Harris interprète Linda Martin.
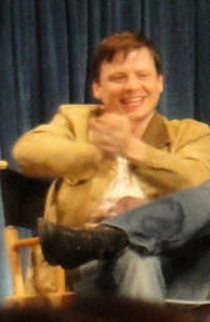
Kevin Rankin interprète Malcolm Graham
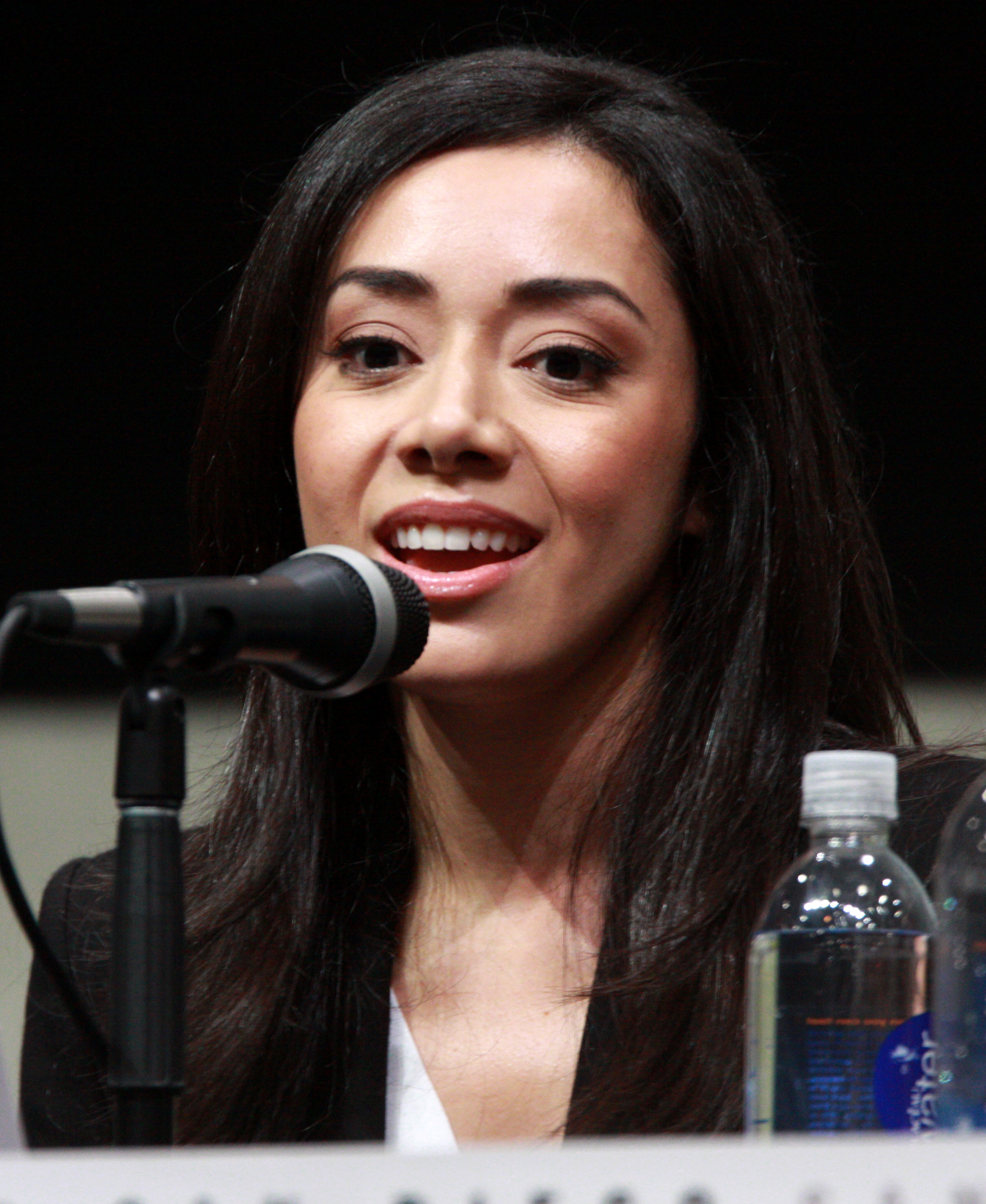
Aimee Garcia interprète Ella Lopez.
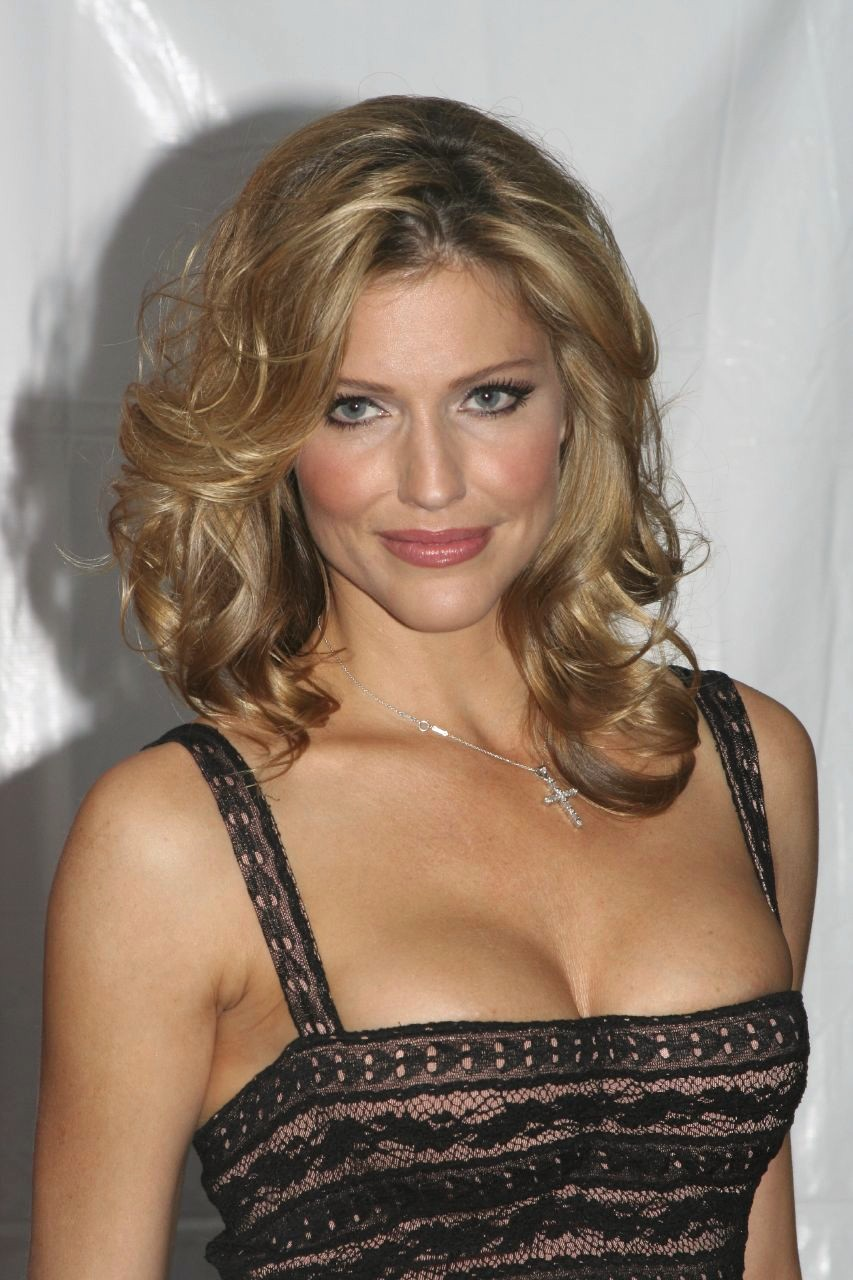
Tricia Helfer interprète Charlotte Richards.
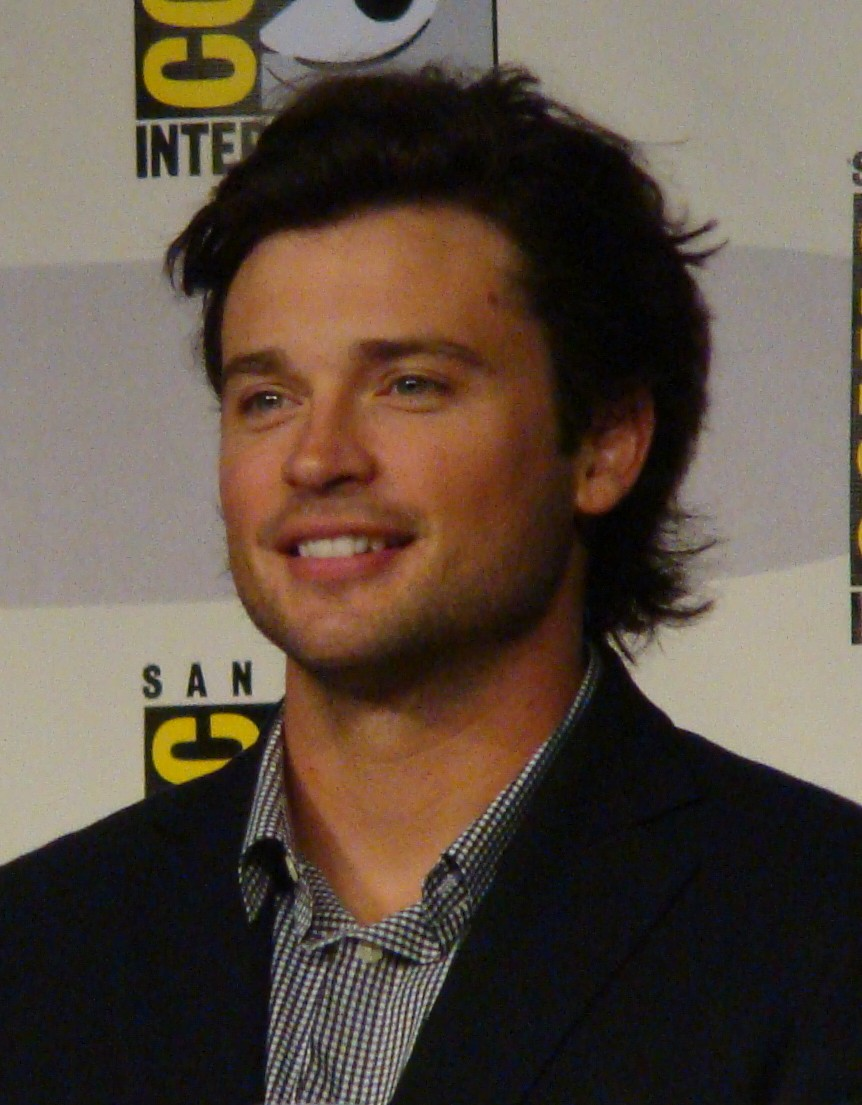
Tom Welling interprète Marcus Pierce / Caïn.
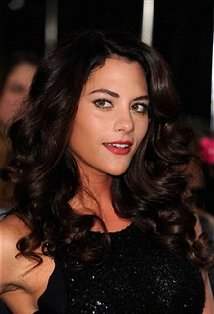
Inbar Lavi interprète Ève.
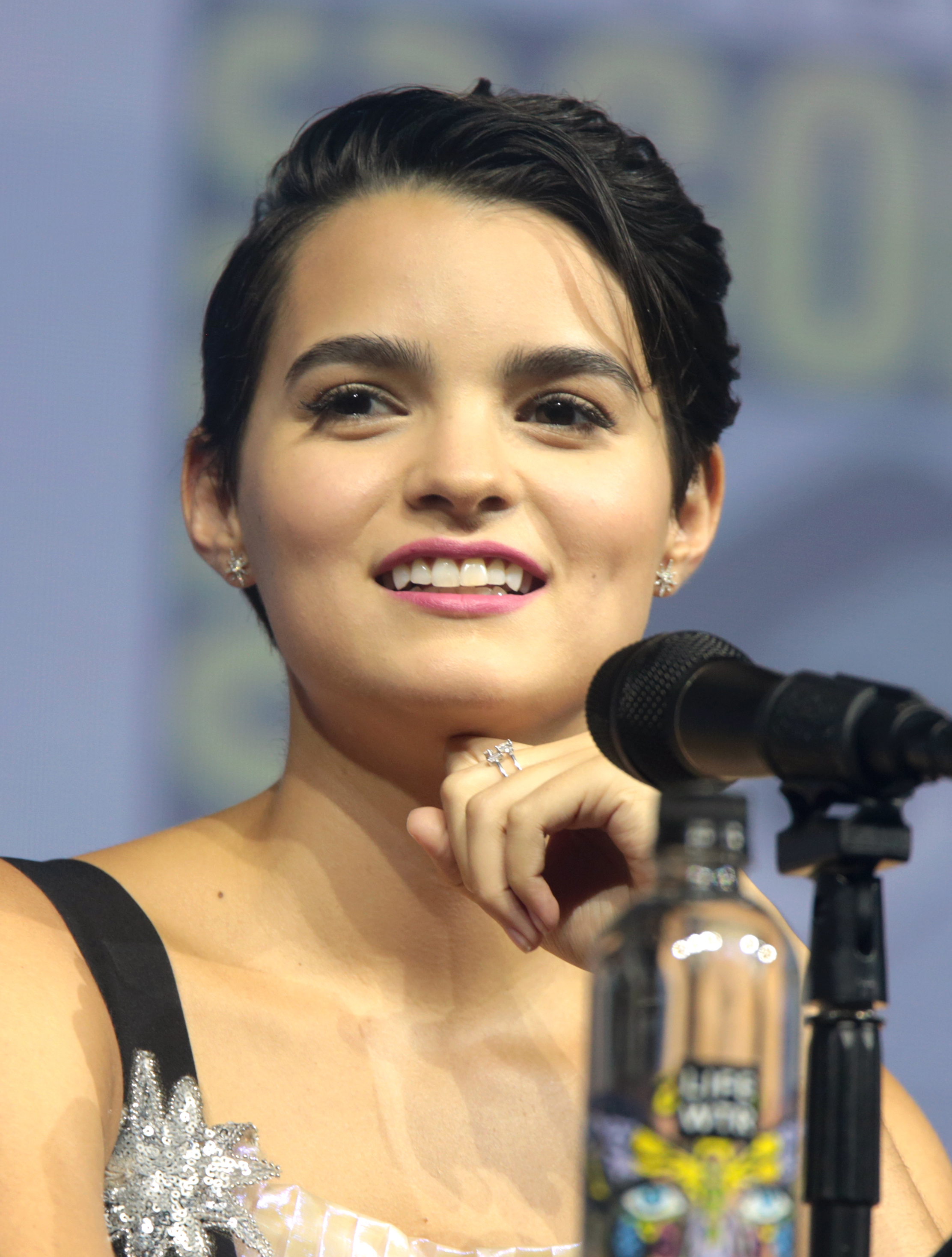
Brianna Hildebrand interprète Aurore « Rory » Decker.
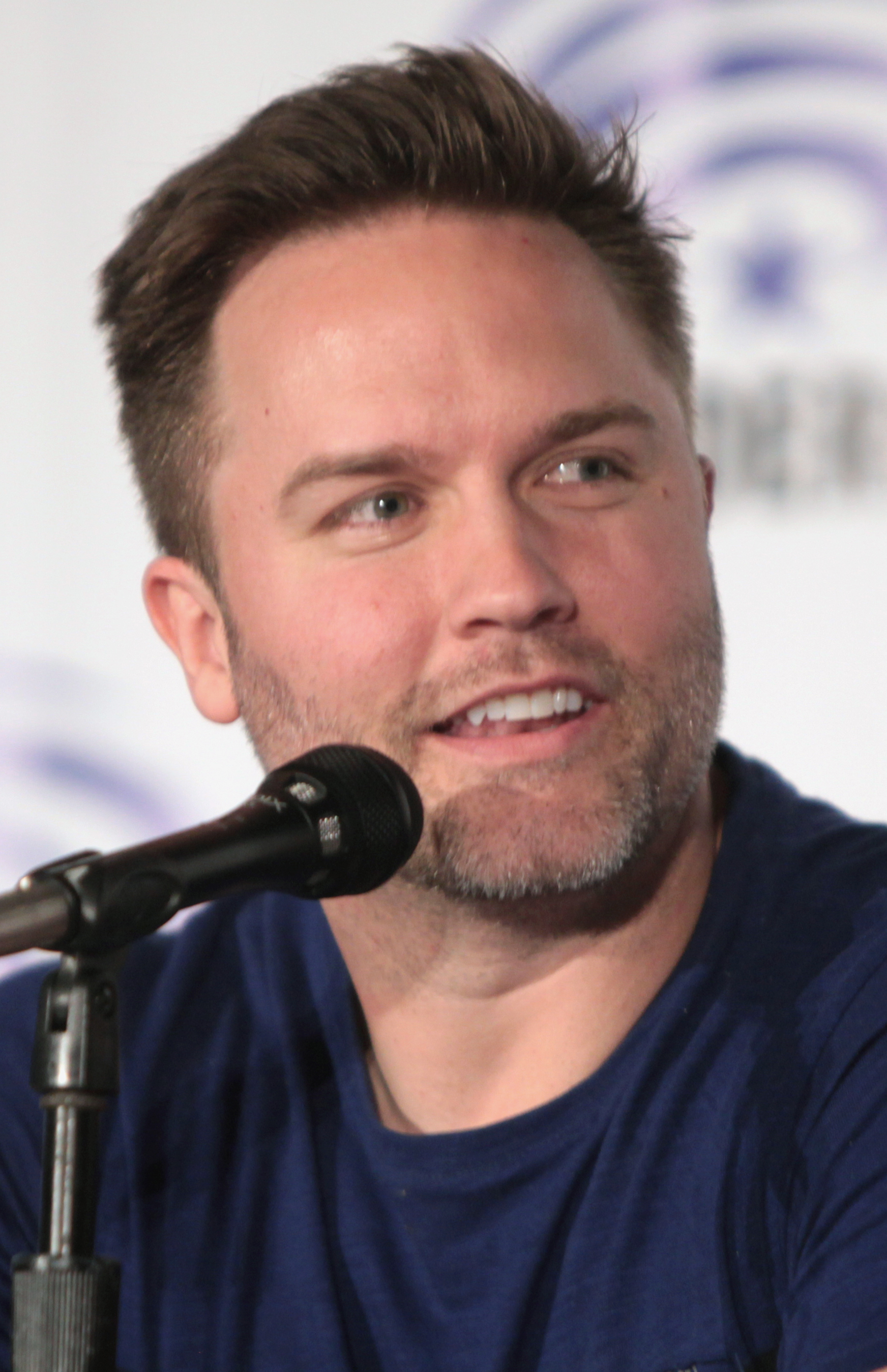
Scott Porter interprète Carol Corbett
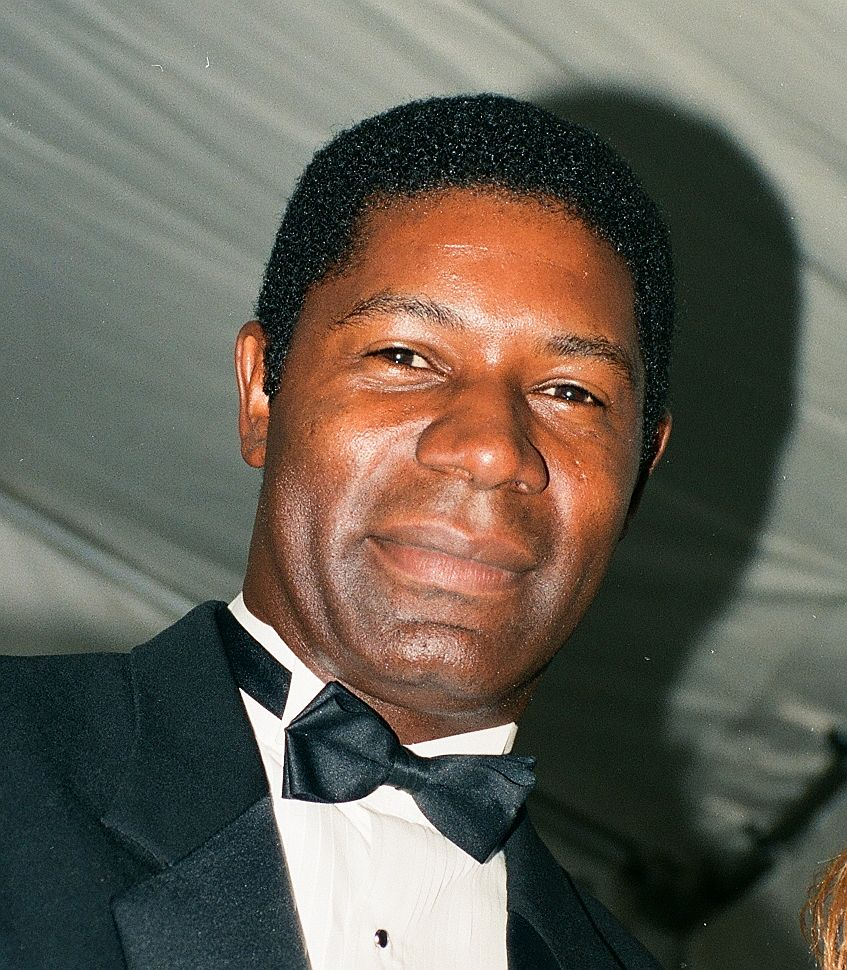
Dennis Haysbert interprète Dieu, père de Lucifer et Amenadiel, et de tous les anges

### Acteurs récurrents
- Lochlyn Munro : Anthony Paolucci (saison 1, invité saison 3)
- Michael Imperioli (VF : Pierre-François Pistorio) : Uriel (saison 2)
- Tim DeKay (VF : Guillaume Orsat) : Le professeur Carlisle (saison 2)
- Rebecca De Mornay (VF : Blanche Ravalec) : Penelope Decker
- Kevin Carroll (en) : L'ultime pécheur (saison 3)
- Alex Fernandez : Perry Smith
- Vinessa Vidotto (VF : Rebecca Benhamour) : Rémiel, sœur de Lucifer et Amenadiel (saisons 4 et 5)
- Merrin Dungey (VF : Virginie Emane) : Officier Sonya Harris (saison 6)
- Genevieve Gauss : Officier Cacuzza (saison 4 à 6)

- Version française
  - Société de doublage : Dubbing Brothers
  - Direction artistique : Déborah Perret
  - Adaptation des dialogues : Christian Niemiec, Ludovic Manchette, Fouzia Youssef, Sandrine Chevalier, Csilla Fraichard

 Source et légende : version française (VF) sur RS Doublage et Doublage Séries Database

## Production

### Développement
En septembre 2014, il a été rapporté que DC et Fox développaient une série télévisée basée sur le personnage de Sandman, Lucifer, écrit à l'origine par Neil Gaiman. La série est une « adaptation libre » de la bande dessinée originale.
Le 19 février 2015, Fox commande un pilote,.
Le 8 mai 2015, le réseau FOX annonce officiellement la commande du projet de série,. Un peu plus tard, la chaîne annonce la diffusion de la série à la mi-saison 2015-2016,.
Le 10 novembre 2015, la date de lancement de la série est officiellement annoncée au 25 janvier 2016.
Le 7 avril 2016, la série est renouvelée pour une deuxième saison.
Le 31 octobre 2016, Fox annonce que la deuxième saison obtient neuf épisodes supplémentaires pour un total de vingt-deux épisodes à la suite des bonnes audiences réalisées.
Le 13 février 2017, la série est renouvelée pour une troisième saison de vingt-deux épisodes.
Le 23 mars 2017, il est convenu que la deuxième saison a été initialement conçue sur dix-huit épisodes et que les quatre épisodes suivants, indépendants, seront intégrés à la diffusion de la troisième, composant celle-ci de vingt-six épisodes,,.
Le 22 janvier 2018, le scénariste Chris Rafferty déclare que la troisième saison sera finalement composée de vingt-quatre épisodes.
Puis, le 30 mars 2018, le showrunner Ildy Modrovich a annoncé que les deux derniers épisodes non intégrés à la troisième saison seront ajoutés à une potentielle quatrième saison si la série est renouvelée.
Le 11 mai 2018, Fox annonce l'annulation de la série. Trois jours plus tard, la production annonce que les deux épisodes non diffusés sont toujours prévus et seront programmés.
À la suite de l'annulation de la série, entre le 11 mai 2018 et le 16 mai 2018, les fans de la série réagissent par millions sur Twitter, créant deux hashtags « #SaveLucifer et #PickUpLucifer » dans le but de sauver la série. En quatre jours seulement, les hashtags ont été tweetés plus de quatre millions de fois, ce qui a entraîné la rédaction de plusieurs articles à travers le monde, ainsi qu'une interview à la BBC de l'interprète de la série Tom Ellis. Une pétition a ensuite été lancée et, en deux jours, plus de 270 000 personnes l'ont signée. La série aurait été approchée par des services premium de câble ou de plateforme en streaming,,,,.
Le 15 juin 2018, la série, rachetée par Netflix, est renouvelée pour une quatrième saison composée de dix épisodes,, en ligne depuis le 8 mai 2019,.
Le 6 juin 2019, la série est renouvelée pour une cinquième saison, annoncée comme étant la dernière,.
En décembre 2019, le personnage de Lucifer Morningstar, sous les traits de Tom Ellis, est annoncé apparaître, le temps d'un caméo, lors du sixième crossover du Arrowverse dans l'épisode 9 de la sixième saison de Flash, intitulé Crisis on Infinite Earths. L'univers de fiction de cette série se situe sur Terre-666.
Le 6 mars 2020, l'éventualité d'une sixième saison est envisagée malgré les annonces précédentes. Le 23 juin 2020, la série a été renouvelée pour une sixième et dernière saison,. Des ajustements au niveau de la distribution sont envisagées.
La saison 6 est disponible sur Netflix depuis le 10 septembre 2021.

### Attribution des rôles
Les rôles ont été attribués dans cet ordre :
Tom Ellis (Lucifer), Lina Esco (Maze), Lauren German (Chloé), Nicholas Gonzalez (Dan), D. B. Woodside (Amenadiel) et Rachael Harris (Dr Linda).
Le 17 mars 2015, Lesley-Ann Brandt remplace Lina Esco, pour raisons créatives.
Le 1er juillet 2015, Kevin Alejandro rejoint la distribution en remplacement de Nicholas Gonzalez,.
En juin 2016, Tricia Helfer et Aimee Garcia, décrochent des rôles principaux à partir de la deuxième saison.
En juillet 2017, Tom Welling décroche un rôle régulier pour la troisième saison. Il n'apparaît pas dans les quatre épisodes de la troisième saison tournés après la finale de la précédente, ni dans les deux épisodes bonus à la fin de la troisième saison.
En août 2018, Inbar Lavi décroche un rôle pour la quatrième saison,, suivi de Graham McTavish, et en octobre de Vinessa Vidotto.
En 2020, Dennis Haysbert décroche le rôle de Dieu, le père de Lucifer et Amenadiel dans la cinquième saison de Lucifer.
Rob Benedict décroche le rôle Vincent Le Mec, dans la 5e saison en 2020.
En 2021, Scott Porter décroche le rôle de Carol Corbett, ami de Dan.

### Tournage
Le pilote a été tourné à Los Angeles, les épisodes suivants à Vancouver. Le tournage est relocalisé à Los Angeles à partir de la troisième saison.
Le tournage de la quatrième saison a commencé le 13 août 2018 et s'est terminé le 5 décembre 2018.
Après avoir été interrompu durant la pandémie de Covid-19, le tournage de la saison 5 a repris le 24 septembre 2020,.

### Musique
Le thème d'ouverture est un clip de six secondes de Being Evil Has a Price, interprété par le groupe Heavy Young Heathens (en). Dans une action en justice intentée contre Warner Bros., les compositeurs de la chanson, Robert et Aron Marderosian, affirment que la chanson a été utilisée sans leur avoir accordé de crédit ni l'accord de licence,,.
Plusieurs épisodes incluent des performances musicales de Tom Ellis, bien qu'il ait déclaré dans des interviews que s'il s'agissait de son chant, l'accompagnement de piano vu à l'écran ne lui appartenait pas réellement. Neil Gaiman est un fan de David Bowie et une partie de sa musique a été utilisée dans la série.
Un épisode musical a été tourné durant la saison 5 (liste des chansons : Wicked Games, Another One Bites the Dust, Every Breath You Take, Bad to the Bone, No Scrubs, Hell, Just the Two of Us, Smile et I Dreamed a Dream).

### Diffusion
Au cours de ses trois premières saisons, Lucifer a été diffusé aux États-Unis sur le réseau Fox, en haute définition 720p, son surround et Dolby Digital 5.1. Les deux premières saisons ont été diffusées le lundi à 21 heures, heure de l'Est, avant de passer à la plage horaire de 20 heures le lundi pour la troisième saison. Hulu détenait les droits exclusifs de diffusion en continu aux États-Unis. Chaque saison était mis en ligne après sa diffusion sur Fox mais avait été transférée sur Netflix en décembre 2018. CTV détient les droits de diffusion pour le Canada.
Au Royaume-Uni, Amazon Video détient les droits de diffusion en première diffusion, chaque épisode étant diffusé moins de 24 heures après la diffusion aux États-Unis. La série a été diffusée sur FX en Australie avant de passer à FOX8 lors de sa troisième saison à la fermeture de FX et sur TVNZ 1 en Nouvelle-Zélande.

## Épisodes
| Saison | Nombre d'épisodes | Diffusion originale | Diffusion originale | Diffusion originale | Diffusion originale            |
| Saison | Nombre d'épisodes | Années              | Début de saison     | Fin de saison       | Audience moyenne (en millions) |
| ------ | ----------------- | ------------------- | ------------------- | ------------------- | ------------------------------ |
| 1      | 13                | 2016                | 25 janvier 2016     | 25 avril 2016       | 4 565 385                      |
| 2      | 18                | 2016-2017           | 19 septembre 2016   | 29 mai 2017         | 3 500 000                      |
| 3      | 26                | 2017-2018           | 2 octobre 2017      | 28 mai 2018         | 3 151 153                      |
| 4      | 10                | 2019                | 8 mai 2019          | 8 mai 2019          | indéterminée                   |
| 5      | 16                | 2020-2021           | 21 août 2020        | 28 mai 2021         | indéterminée                   |
| 6      | 10                | 2021                | 10 septembre 2021   | 10 septembre 2021   | indéterminées                  |

## Univers de la série

### Personnages

#### Lucifer Morningstar
Pour les articles homonymes, voir Morningstar (homonymie).
Apparu sur Terre en compagnie de Mazikeen cinq ans avant les événements du premier épisode de la série, il est l'ancien Seigneur des Enfers, lassé du rôle qui lui a été assigné par Dieu et qui a décidé de vivre parmi les humains. Il est incapable de mentir, ne pouvant au mieux que révéler une partie de la vérité, et il possède plusieurs pouvoirs : il peut révéler un visage démoniaque à même de rendre fou de terreur n'importe quel humain, est invulnérable (les armes forgées dans les feux de l'Enfer et les coups infligés par d'autres créatures célestes peuvent cependant l'atteindre, et la proximité de Chloé Decker le rend aussi vulnérable qu'un humain), doté d'une force surhumaine, capable de s'évader de toute sorte de confinement, parle toutes les langues, et surtout, peut faire avouer aux gens leurs désirs les plus intimes. Il a la fâcheuse habitude, non volontaire, de réinterpréter les conseils qui lui sont donnés, en particulier ceux de sa thérapeute. Maze a coupé ses ailes dès leur arrivée à Los Angeles, ce qui lui a laissé deux cicatrices dans le dos ; il finit toutefois par les récupérer malgré lui dans la saison 3, ce qui lui confère également la capacité de voler. À Los Angeles, il est le propriétaire du Lux, un night club sélect. À la suite du meurtre d'une de ses protégées, il se découvre une vocation pour traquer les criminels et devient consultant pour le LAPD.

#### Chloé Decker
Fille de John Decker, policier, et de Penelope Decker, actrice de science-fiction de série B, Chloé a d'abord suivi les traces de sa mère, prenant des cours de théâtre et tournant dans le film Hot Tub High School, une comédie adolescente potache où elle a une scène topless, mais le meurtre de son père deux semaines après la sortie du film l'incite à suivre une carrière dans la police. Lors d'une affaire, elle est prise dans une fusillade sur Palmetto Street, au cours de laquelle le policier corrompu Malcolm Graham est très grièvement blessé. Cette affaire l'ostracise au sein du commissariat et mène à son partenariat avec Lucifer. Tout d'abord méfiante vis-à-vis de ce collègue arrogant et imprudent, elle finit par l'apprécier, après qu'il lui a sauvé la vie. Elle découvre la véritable identité de Lucifer à la fin de la saison 3.

#### Amenadiel
Il est le frère aîné de Lucifer. En tant qu'ange, il a le pouvoir de voler, est invulnérable et d'une force surhumaine, et de plus, il peut également ralentir le temps à sa guise. Au début de la série, il est convaincu qu'il doit ramener Lucifer en Enfer par tous les moyens. Ce jusqu'au-boutisme cause la perte de ses pouvoirs et fait de lui un ange déchu au cours de la saison 3, ce qui le rapproche de Lucifer. Il retrouve ses ailes mais pas ses pouvoirs (ce qui ne le dérange pas) par la suite mais renonce à vivre au Paradis. Avec Linda ils deviennent parents au cours de la saison 4.

#### Mazikeen «Maze» Smith
Forgée dans les flammes de l'Enfer pour torturer les pécheurs, Maze a pour première mission de protéger par tous les moyens Lucifer de tous les dangers qui le guettent. Elle est une féroce guerrière, d'une force surhumaine, et a toujours avec elle des dagues forgées en Enfer ainsi que d'autres armes blanches et instruments de torture plus ordinaires. Petit à petit, elle se détache de l'influence de Lucifer et, après plusieurs expériences professionnelles infructueuses, devient chasseuse de primes, travail qui lui convient à la perfection. Elle développe des sentiments pour Eve dans la saison 4.

#### Daniel Espinoza
Il est l'ex-mari de Chloé. Au début de la série, ils sont séparés. Dan est le seul policier du commissariat qui n'aime pas Lucifer qui le lui rend bien et fait d'Espinoza la cible de plusieurs farces. Cette antipathie se transforme en haine dans la saison 4 à la suite de la mort de Charlotte Richards. Il joue également, à l'insu de Chloé, un rôle clé dans l'affaire Palmetto. Lucifer le surnomme « le lieutenant Ducon ».

#### Béatrice «Trixie» Espinoza
La fille de Chloé et Dan. Elle tombe immédiatement sous le charme de Lucifer, au grand dam de celui-ci, qui déteste les enfants, puis développe une amitié grandissante avec Maze. Elle adore le gâteau au chocolat.

#### DrLinda Martin
Elle est la thérapeute de Lucifer, rencontrée au cours de sa première enquête avec l'inspecteur Decker et payée en nature par le diable au début de la série. Si elle accepte au départ de suivre ce qu'elle considère comme une métaphore élaborée, elle finit par poser un ultimatum à Lucifer et devient alors la première humaine proche de lui à qui il a volontairement révélé son visage démoniaque. Elle mettra du temps à surmonter sa terreur et accepter de reprendre la thérapie de Lucifer. Elle est mère de Charlie, mi-ange fils d'Amenadiel.

#### Malcolm Graham
Alors qu'elle le soupçonne de corruption et décide de le filer, Chloé assiste à une fusillade au cours de laquelle il est très grièvement blessé. Sa famille décide de le laisser mourir, mais Amenadiel le ressuscite et lui donne pour mission de tuer Lucifer, mais son séjour en Enfer (quelques secondes dans notre dimension, mais plusieurs années dans la dimension infernale), l'a profondément marqué.

#### Charlotte Richards / la «Mère»
La Déesse de la Création, ex-femme de Dieu et mère de Lucifer et d'Amenadiel, déteste l'humanité, au point d'avoir voulu la rayer de la Création à plusieurs reprises, ce qui a entraîné son bannissement en Enfer. Profitant de l'absence de Lucifer et de Mazikeen en Enfer, elle parvient à s'en échapper et possède le corps de Charlotte Richards, avocate au sein du cabinet Richards & Wheeler, qui vient d'être assassinée. Son comportement machiavélique entraîne une grande méfiance de la part de Lucifer, qui ignore tout de ses projets. Lorsque Lucifer lui ouvre l'accès à un nouvel univers encore vierge, elle passe dans celui-ci et Charlotte Richards réoccupe son corps. Elle a été profondément marquée par le temps qu'elle a passé en Enfers pendant que la « Mère » occupait son corps, ce qui la pousse à chercher la rédemption à tout prix et à se repentir de ses crimes, croyant qu’elle était une bonne personne. À deux doigts de tomber dans la folie, à la demande d'Amenadiel, elle est la deuxième personne à qui Lucifer montre son vrai visage. Elle décide ensuite de quitter Richards and Wheeler et accepte un poste important au bureau du procureur et devient amie avec Lucifer, Chloé, Ella, Amenadiel et Linda et noue une relation amoureuse avec Dan. Elle finit par se sacrifier en s'interposant lors de la tentative de Pierce/Caïn d'assassiner Amenadiel dans l'épisode 23 de la saison 3 et ce dernier, retrouvant ses ailes, guide son âme jusqu'à la Cité d'Argent.

#### Ella Lopez
Elle fait partie de la police scientifique de Los Angeles. Elle a grandi à Détroit avec quatre frères et a une grande foi en Dieu, ce qui ne l'empêche pas d'apprécier sincèrement Lucifer. Optimiste et joviale, elle adore faire des câlins aux gens, pour leur plus grande surprise. Elle a également un passé sombre et secret.

#### Marcus Pierce / Caïn
Présenté comme le nouveau capitaine du commissariat dans la saison 3, il est au départ très froid avec la plupart de ses collaborateurs, notamment Chloé, mais après s'être interposé au cours d'une fusillade, il lui avoue qu'elle est son meilleur élément. Au cours de la saison, Lucifer remarque son étrange marque au bras droit et comprend qu'il est en réalité Caïn, le premier meurtrier de l'Histoire, marqué par Dieu et condamné à errer sur Terre pour l'éternité. Lucifer découvre également qu'il est le criminel connu sous le nom de «L'ultime Pêcheur ». Caïn est tué par Lucifer dans l'épisode 24 de la saison 3, en vengeance pour Charlotte, faisant de lui le premier homme tué de la main du Diable.

#### Ève
Ex-femme d'Adam et mère de Caïn et Abel, elle s'échappe du Paradis par ennui et pour rejoindre son ancien amant Lucifer. Joviale et sulfureuse, fêtarde infatigable, elle cherche à se faire aimer par le diable. Son retour coïncide avec une prophétie apocalyptique, annonçant le retour du mal sur Terre lorsque le Diable et son premier amour seront réunis.

#### Père William Kinley
Prêtre dans la saison 4, obsédé par la prophétie qui dit que l'enfer sur terre sera libéré quand Lucifer retrouvera son premier amour. Il fait croire à Chloé qu'elle doit tuer Lucifer car il est le mal incarné.

#### Lilith
Première femme et épouse d'Adam et amie de Lucifer. Elle est la mère de Mazikeen et de tous les démons qui ont aidé Lucifer lors de sa rébellion. Elle renonce à son immortalité pour ressentir et vivre comme les humains.

#### Dieu
Il apparaît dans la 2ème partie de la saison 5 pour séparer ses enfants en pleine bagarre dans le commissariat alors que le temps a été figé par Amenadiel.

#### Vincent le mec
Il est un mercenaire français, engagé pour récupérer la pièce manquante de l'épée flamboyante. Il est le meurtrier de Daniel Espinoza. Il sera incarcéré et sa bande décimée par Lucifer et Mazikeen dans un ultime acte de vengeance. Après des mois d'incarcération, il s’échappe et Dan devenu un fantôme réussit à prendre possession de son corps pour l'empêcher de tuer et parler à Trixie dans une dernière conversation d'un père à sa fille. Cette discussion permet à Dan de s'élever vers le paradis et Vincent le mec reprend possession de son corps.

## Accessoires
- La voiture de Lucifer est une Chevrolet Corvette C1 1962 de couleur noire immatriculée FALL1N1[80], « déchu numéro 1 ».
- La bague de Lucifer, à laquelle il tient beaucoup, lui a été offerte par Lilith, la mère de Mazikeen, en 1946[81]. Une information qui n'est dévoilée que durant la saison 5. La bague est issue d'une pierre du jardin d'Eden et emprisonne l'immortalité de Lilith[réf. nécessaire].
- Le piano du Lux est un Steinway[82]. Lucifer est au piano la première fois qu'il rencontre Chloé. Sa première véritable amitié se noue autour du piano avec le père Franck dans la saison 1 (épisode 9, A Priest Walks Into A Bar (Un nouvel ami). Dans la première partie de la saison 5, furieuse contre Lucifer qui ne l'a pas emmenée en Enfer avec lui, Maze détruit le piano.[réf. nécessaire]
- La pièce (de monnaie) pentecôtiste est un objet avec lequel Lucifer arrive sur Terre, elle permet d'aller en Enfer ou d'en sortir. Dans Les ailes de l'Enfer, Lucifer a montré la pièce pour accéder à la vente aux enchères afin de retrouver ses ailes. Elle lui sert de monnaie d'échange lors du combat avec Malcolm dans la saison 1 mais, après avoir passé un marché avec Dieu pour sauver Chloé, il la retrouve et peut repartir de l'Enfer[83]. La pièce est réduite en cendres quand Malcolm tente de s'en servir.
- La dague démoniaque est un couteau courbe forgé au cœur de l'Enfer et qui peut tuer les démons et les créatures angéliques. Elle servira à Lucifer pour tuer Caïn (Marcus Pierce) à la fin de la saison 4. Au cours de la saison 5, elle sera utilisée par Lucifer dans un combat pour marquer son frère jumeau, Michael, afin qu'il ne puissent plus être confondus[84].
- L'épée ardente ou épée flamboyante est composée de trois parties séparées par Dieu : la lame d'Azraël, le médaillon de la vie et le collier du fils préféré de Dieu (au cou d'Amenadiel) 
  - Le collier du fils préféré : Celui qui l’utilise est invincible. Lucifer utilise l'épée à la fin de la saison 2 pour créer une brèche dans l'espace-temps afin d'envoyer sa mère dans un autre univers, puis il en sépare les éléments et rend le collier à son frère Amenadiel. Dans la saison 6, Chloé prend le collier qui lui donne une force surhumaine et la capacité de voir le fantôme de Dan.
  - La lame d'Azraël[85] est une dague qui peut anéantir les êtres célestes. Elle a le pouvoir de pousser les humains au meurtre. Elle apparaît dans la saison 2 entre les mains d'Uriel, le frère de Lucifer, qui l'a volé à sa sœur Azraël.
  - Le médaillon de la vie apparaît dans la saison 2 lorsque Earl Johnson achète une boucle de ceinture qui est en fait le médaillon de la vie. Ce médaillon donne une connaissance divine et le pouvoir de guérison[réf. nécessaire].